# Fra Bartolomeo
Fra Bartolomeo (Baccio della Porta, eredeti neve Bartolommeo Pagholo del Fattorino; Fra= Frate) (Firenze, 1472. március 28. – Firenze, 1517. október 31.) firenzei reneszánsz festő.

## Életpályája
Cosimo Rosselli műhelyében tanult, érzésvilágára eleinte az akkor Firenzében tartózkodó Perugino hatott, stílusának kifejlődésére azonban Leonardo da Vinci művészete volt meghatározó jelentőségű. Így lett ő a quattrocento klasszikus stílusának megalapítója, a szimmetrikus, architektónikusan felépített zárt kompozíció, tónusba tompított komoly színek, a fény és árnyék nemes, előkelő mestere. Monumentális alkotásai később Michelangelo hatását is éreztetik, Szent Márk, (Uffizi, Firenze), Mater misericordiae (Lucca, képtár)
Kezdetben Arbertinellivel dolgozott együtt, Utolsó ítélet című freskó (S. Marco, Firenze). Barátja, Savonarola igen ostorozta a világi és egyházi hatalmasságok bűneit, ezért 1498-ban felakasztották, majd megégették, ennek hatása alatt Bartolomeo valamennyi világi tárgyú képét megégette az 1498. május 23-án gyújtott máglyán. 1500-ban még mindig a Savonarolával történtek hatása alatt belépett a Domonkos-rendbe, s három évig nem festett, csak tollrajzokat készített, majd visszatért a piktúrához. Élete végéig a S. Marco kolostorban nagy műhelyt tartott, eleinte Albertinellivel, ott Savonarola arcképet is festett.
Ettől kezdve fő témája a „santa conversazione”= szent beszélgetés: Madonna szentekkel (dóm, Lucca; Louvre, Párizs), Szent Katalin eljegyzése (Pitti, Firenze), Szent Anna szentekkel (Uffizi, Firenze).
A S. Marco kolostorban született művei közül Krisztus siratása (Pitti-palota, Firenze) című munkája kiemelkedik meleg színeivel és finom vonalritmusával. Jeles alkotásai közt szerepel, Krisztus mint a világ megváltója (Pitti-palota, Firenze). Egyik utolsó műve a Bemutatás a templomban (1516, Bécsi Szépművészeti Múzeum), ünnepélyes, nyugalommal teli alkotás.

## Képeiből

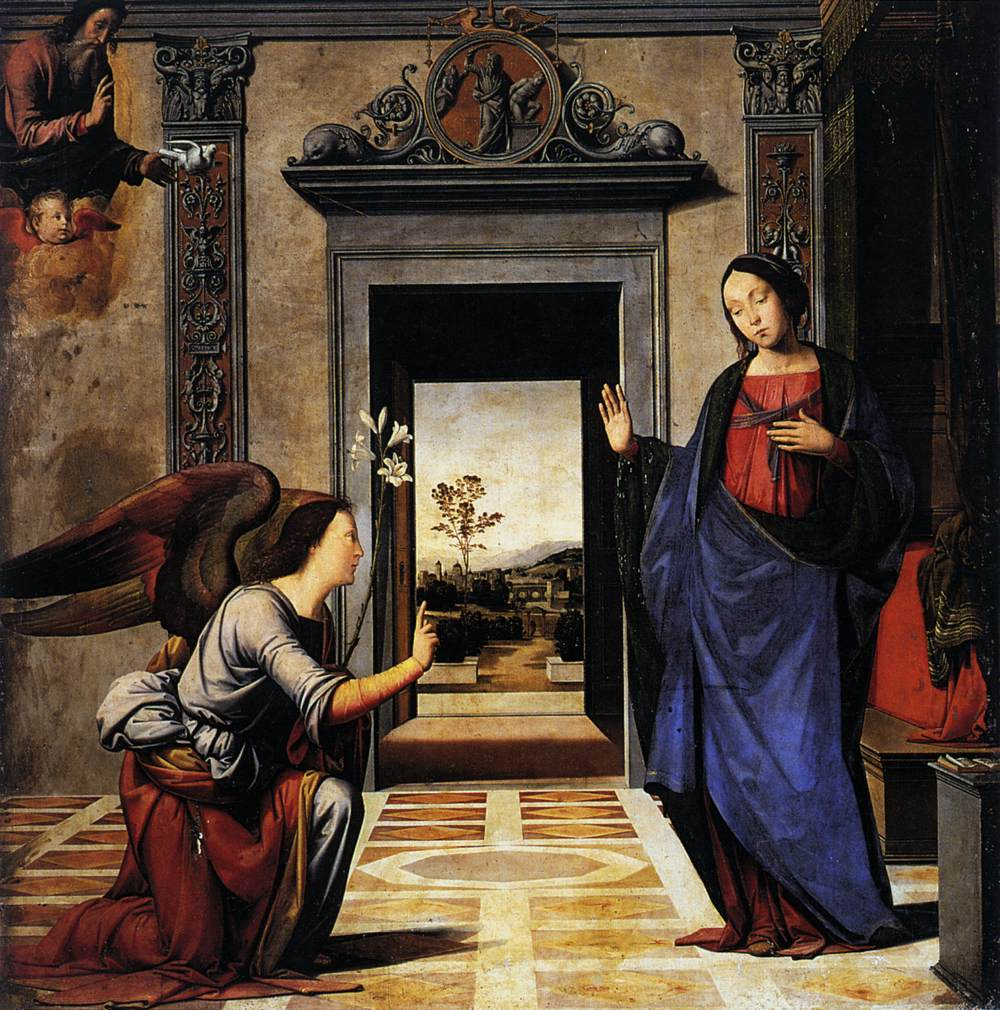
Angyali üdvözlet (1497, táblakép)
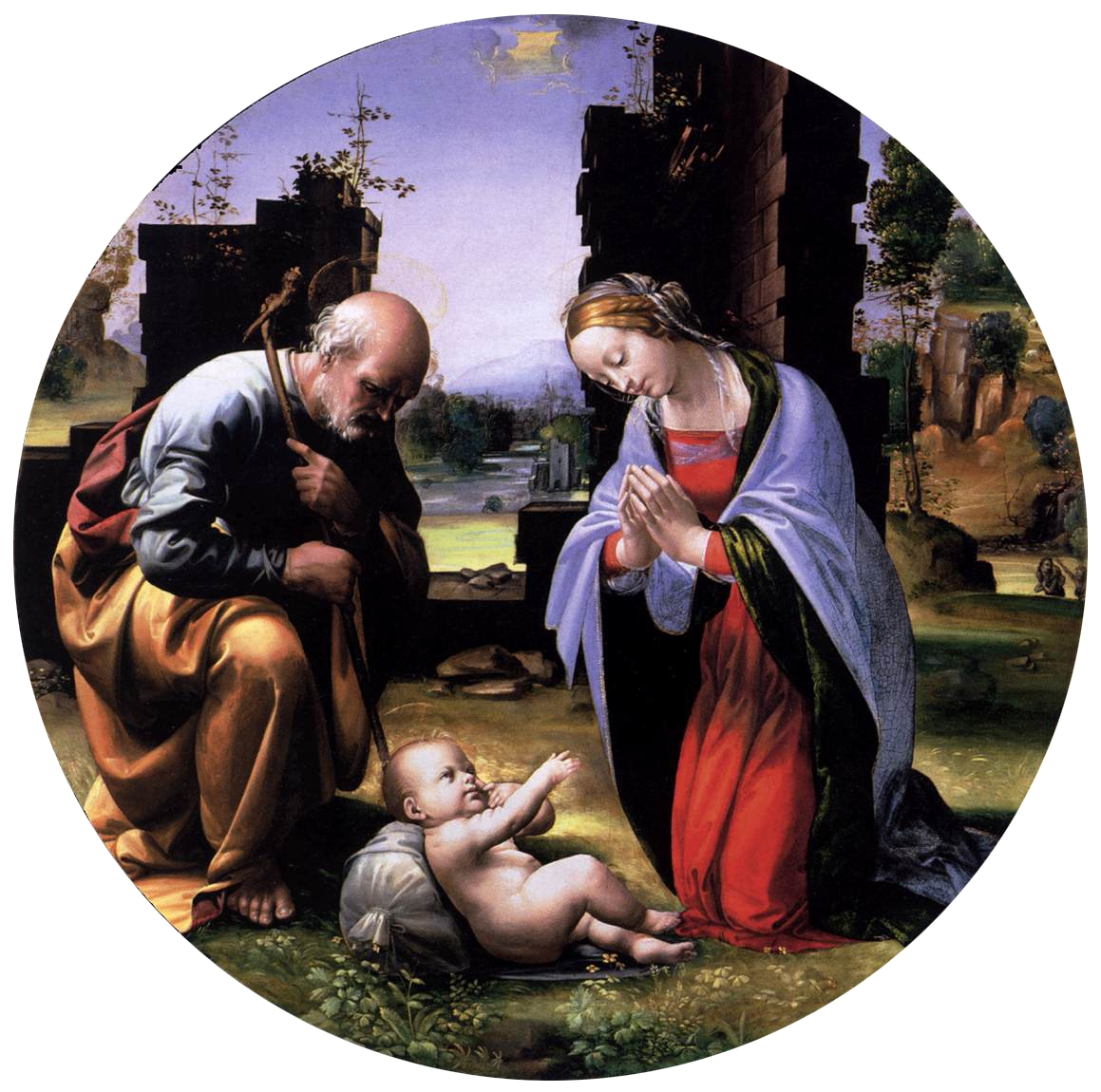
A szent család (1499)
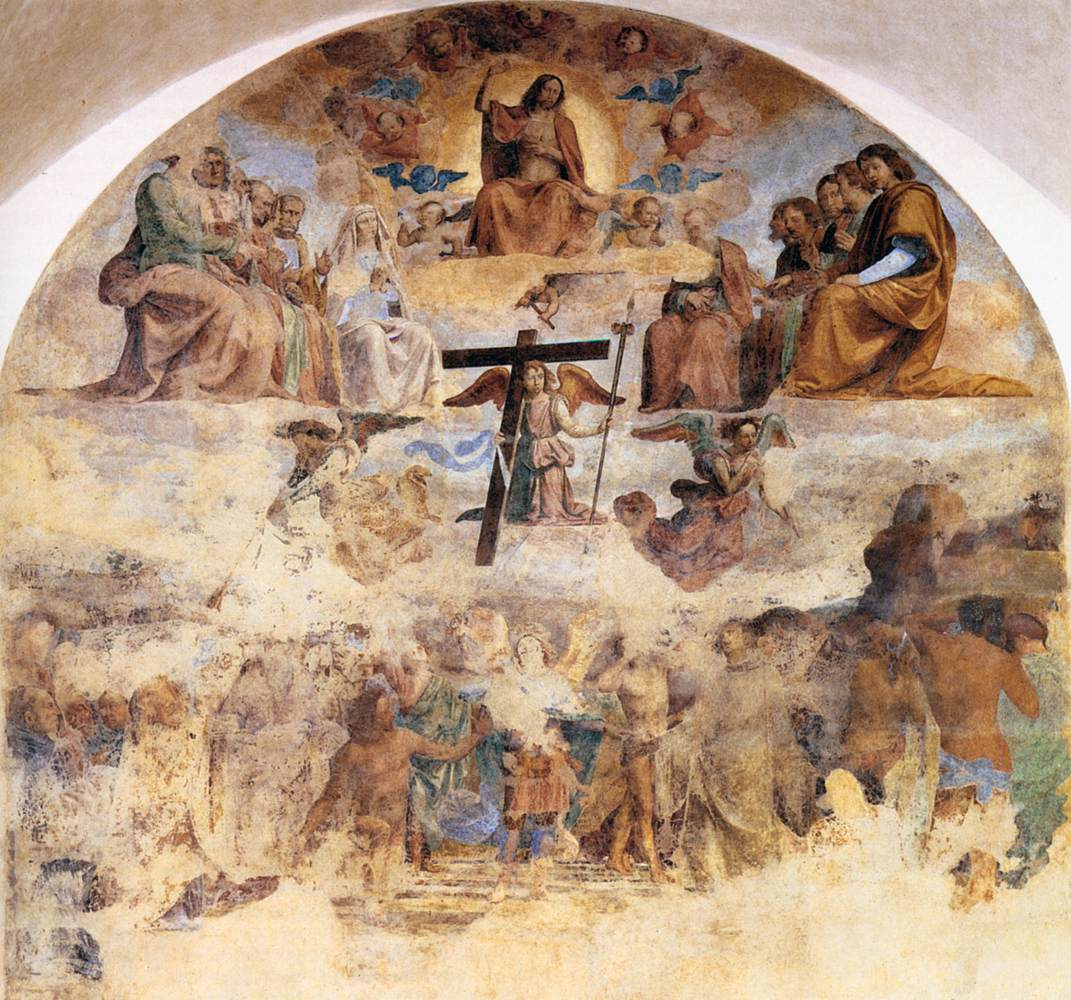
Az utolsó ítélet (1499, különálló freskó)
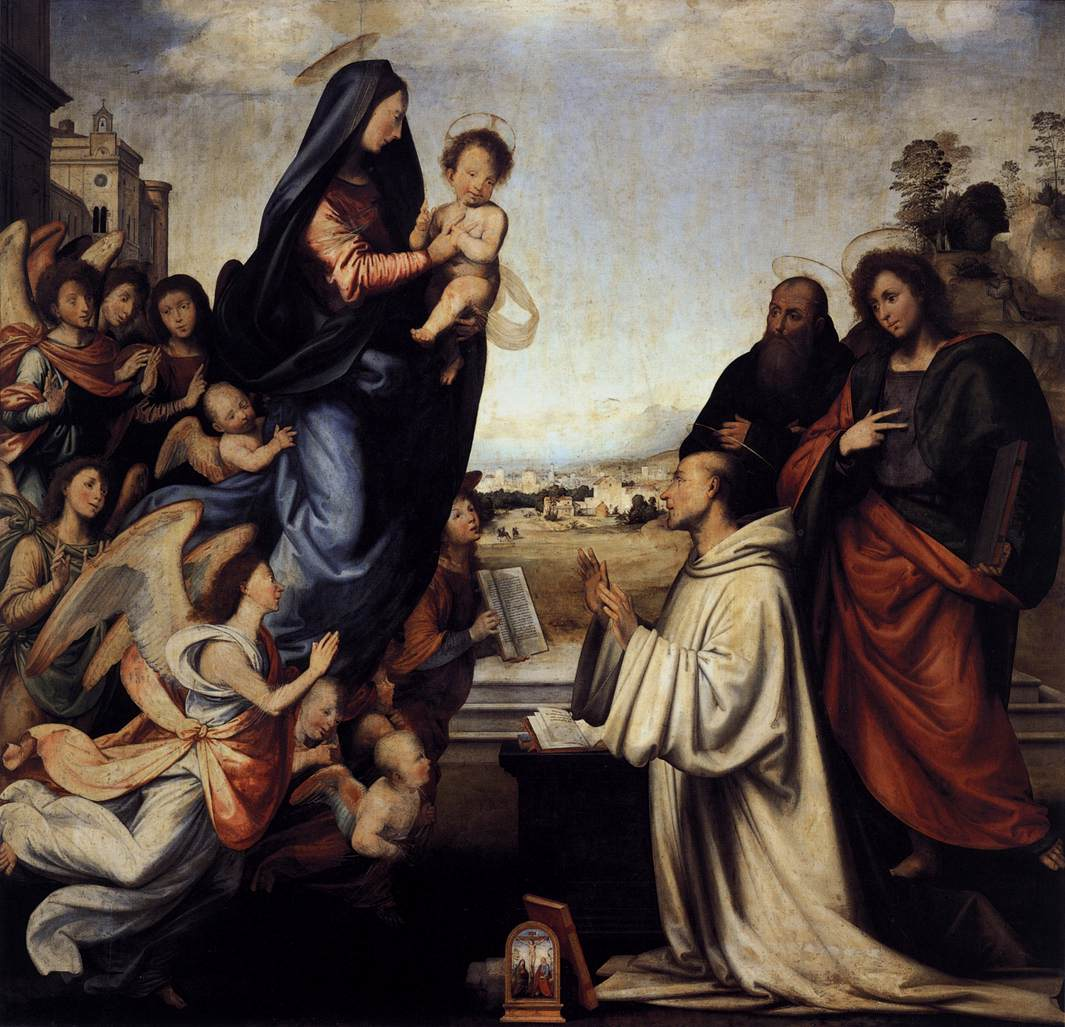
Mária megjelenik Szent Bernát előtt (1504, tájképi háttérrel festett táblakép)
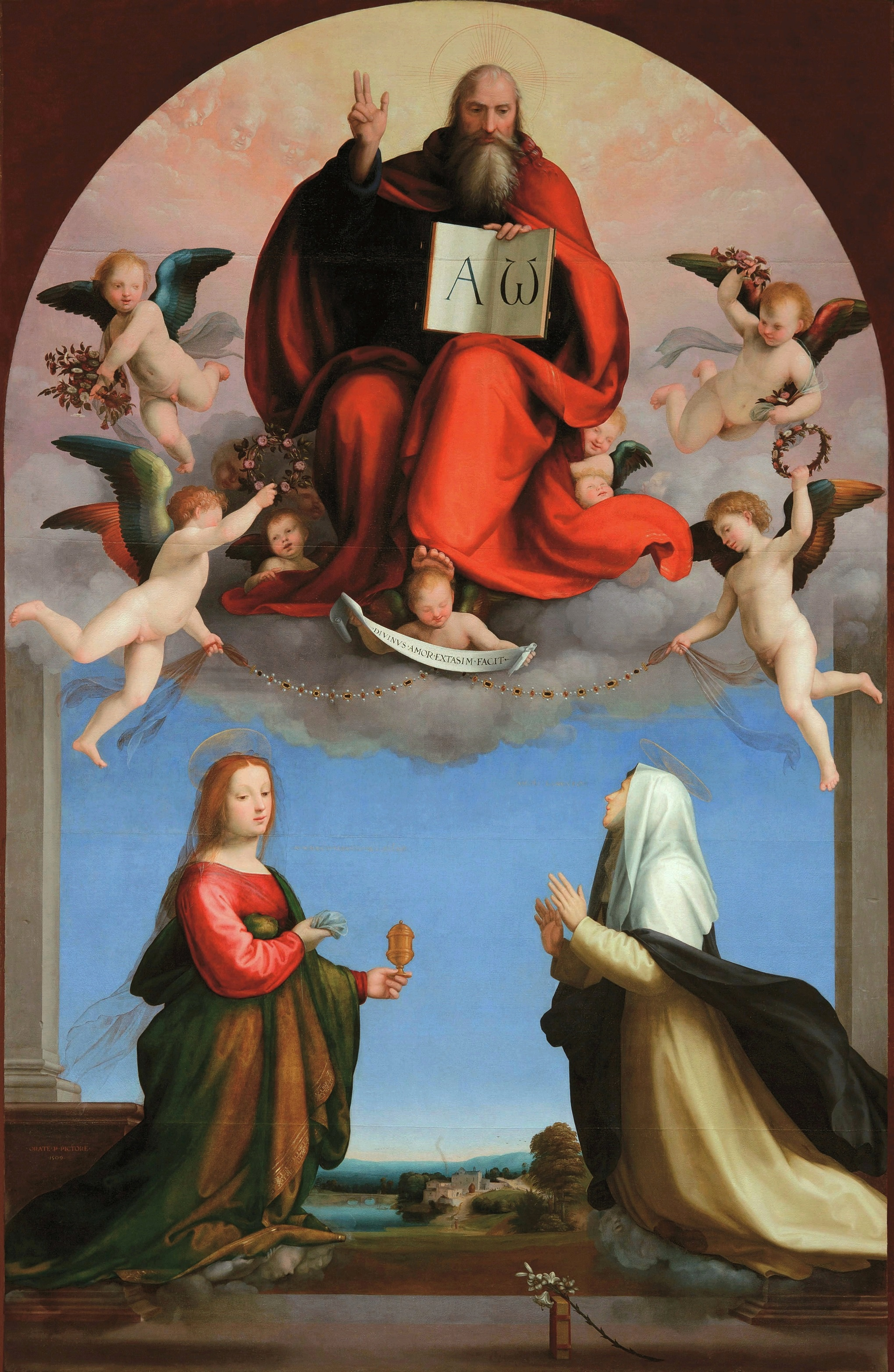
Az Atyaisten szienai Szent Katalinnal és Mária Magdolnával (1509)
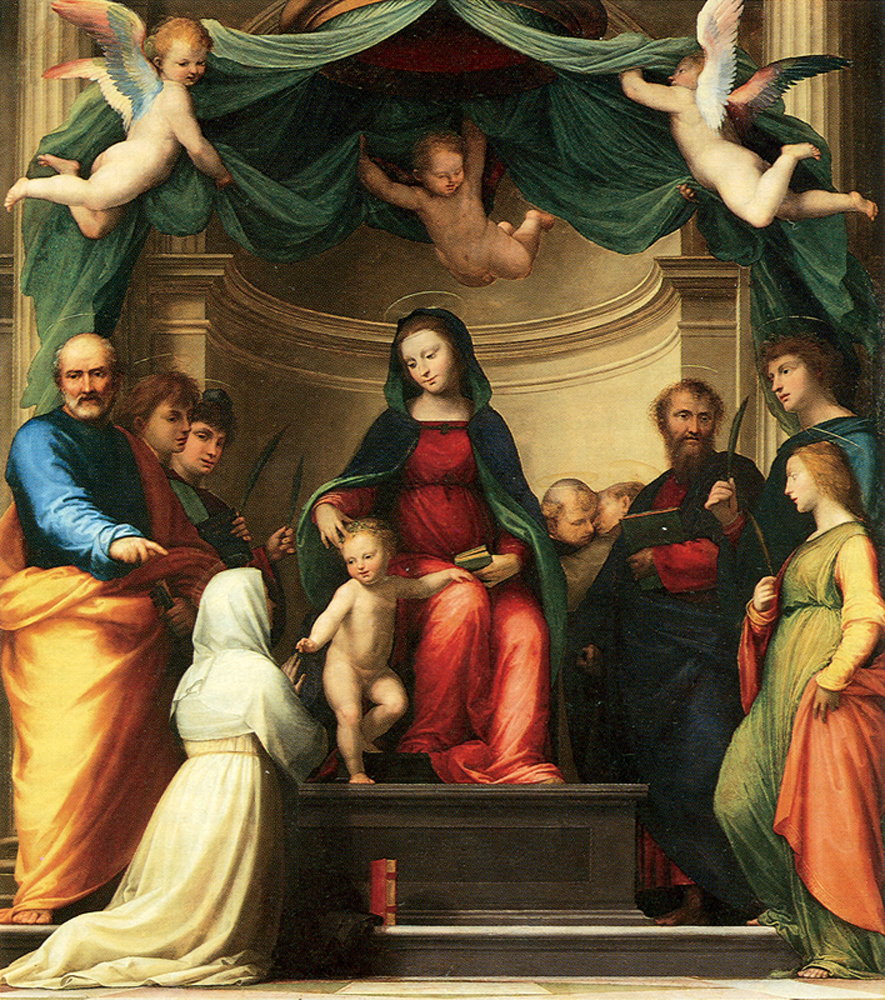
Szent Katalin eljegyzése (1511)
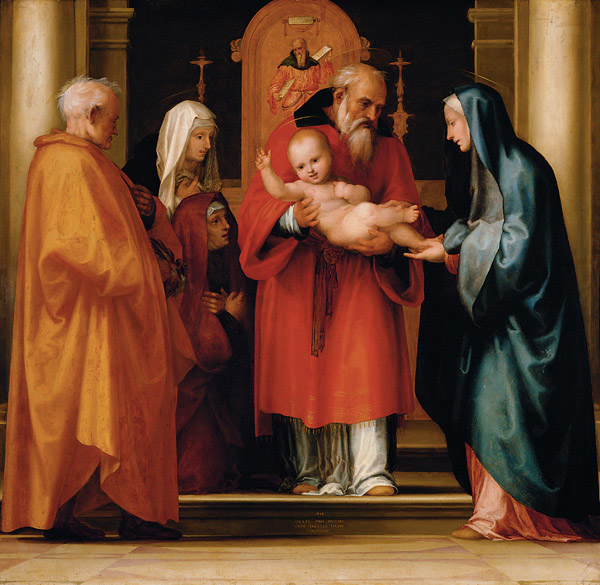
Jézus bemutatása a templomban (1516)
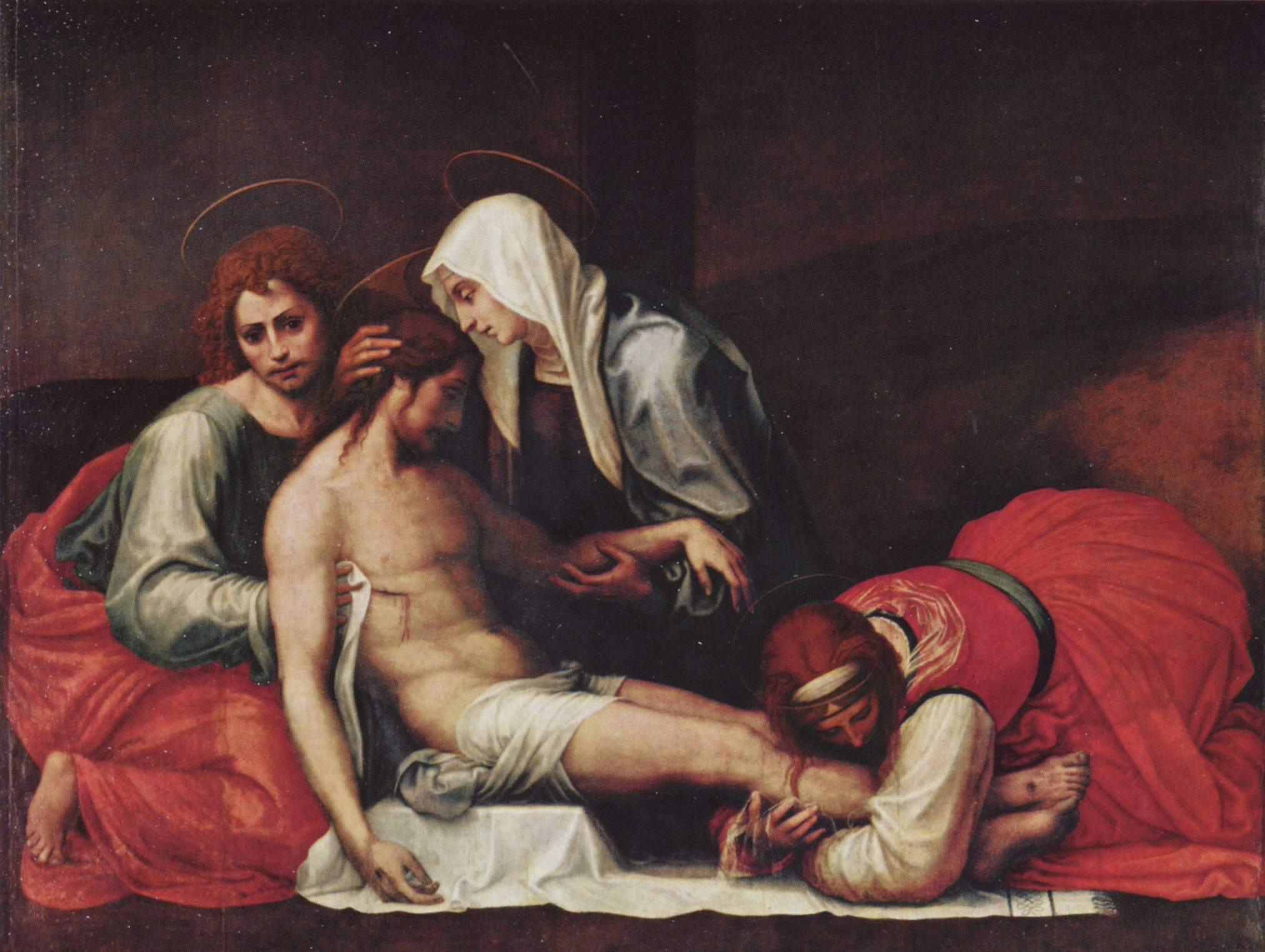
Jézus temetése (1516)
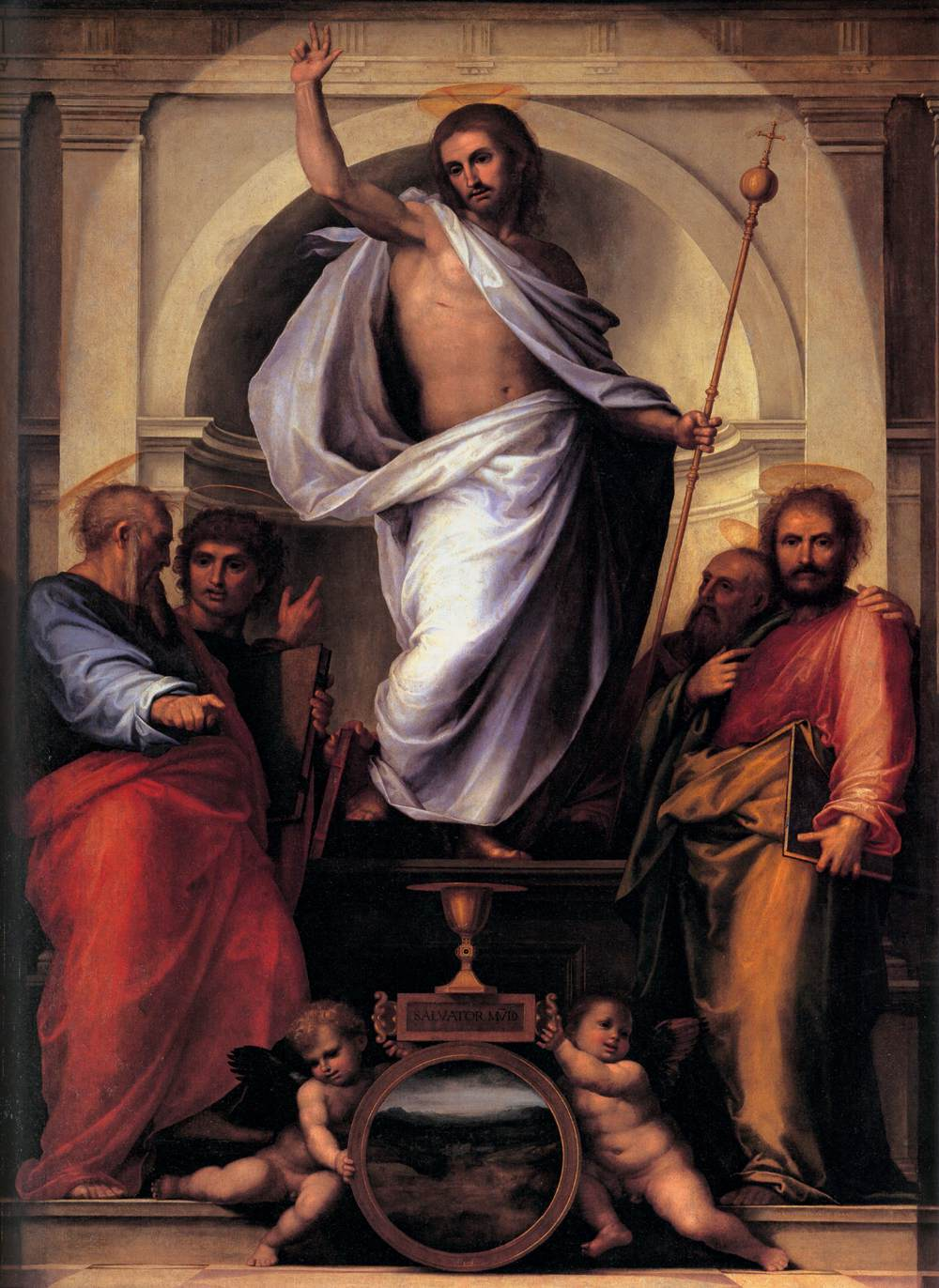
Krisztus a négy evangelistával (1516)
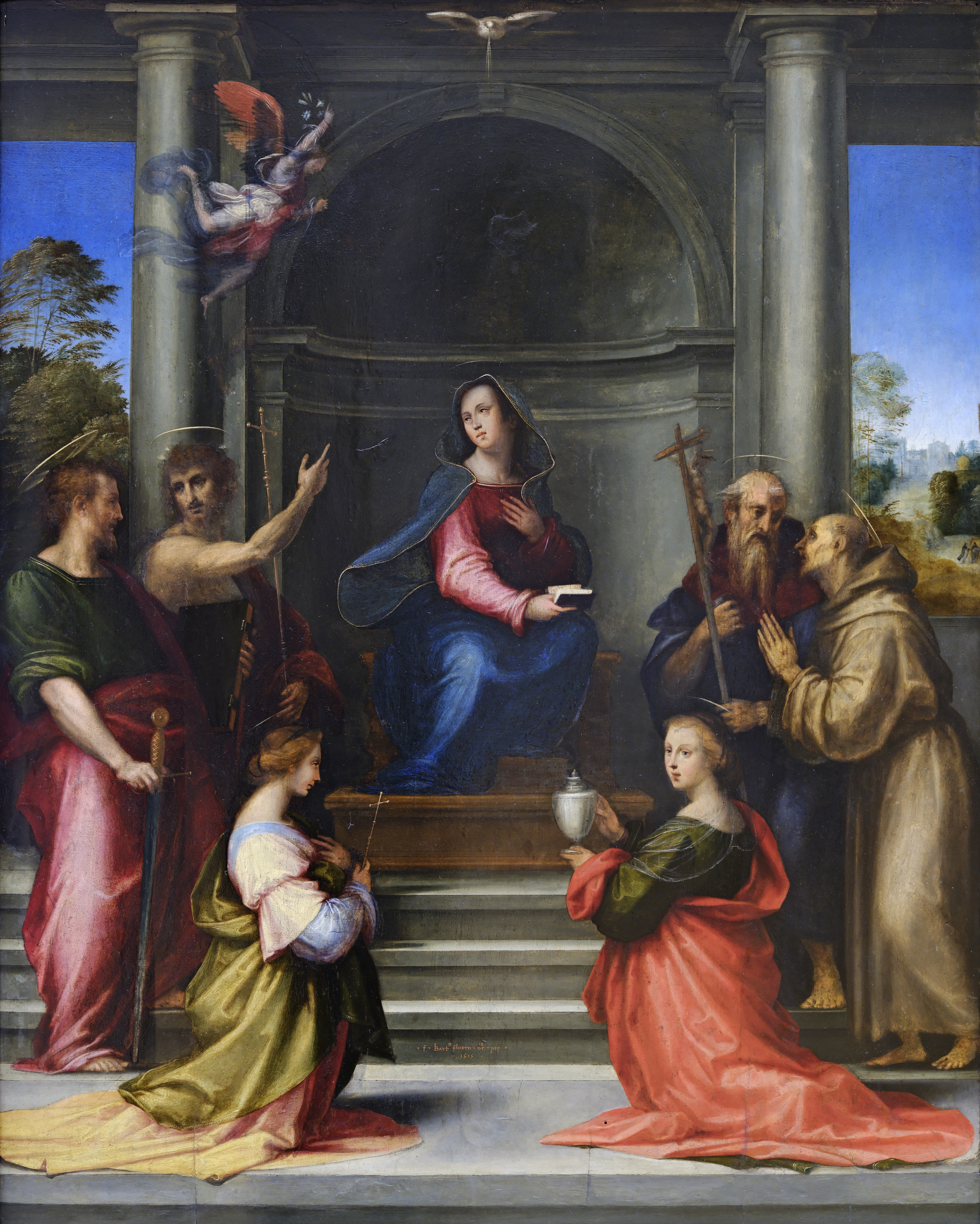
Hat szent megtestesülése (1517, táblakép)